# 宋德和
宋德和（英語：Norman T.F. Soong，1911年8月6日—1969年4月2日），是二战时期著名的战地记者，因为拍摄报道“帕奈号事件”闻名。

## 生平
1911年，出生于檀香山，毕业于燕京大学新闻系。1935年，获得密苏里大学新闻学院文学硕士学位，担任《纽约时报》驻京沪记者。1937年，报道了日军轰炸“帕奈号事件”，在艇上拍下了关键性的照片。1939年，为中央通讯社英文编辑。1940年，被派往香港分社。1941年，香港沦陷，秘密逃亡重庆。1943年，5月被派驻中缅印战区，11月派往西南太平洋战区。1945年，任中央社东京分社主任，见证了东京湾“密苏里号”的受降仪式。1950年，辞职。1960年，参与创办泛亚通讯社，曾出任董事长和出版社发行人。1969年，在香港九龙伊丽莎白医院病逝。